# Engganodwergooruil
De engganodwergooruil (Otus enganensis) is een vogelsoort uit de familie van de Strigidae (uilen).

## Verspreiding en leefgebied
Deze soort is endemisch op het eiland Enggano ten zuidwesten van Sumatra.

## Status
De grootte van de populatie wordt geschat op 2500-10.000 volwassen vogels. Op de Rode lijst van de IUCN heeft deze soort de status niet bedreigd.